# Spodoptera putrida
Spodoptera putrida är en fjärilsart som beskrevs av Achille Guenée 1852. Spodoptera putrida ingår i släktet Spodoptera och familjen nattflyn. Inga underarter finns listade i Catalogue of Life.